# 10198 Pinelli
A 10198 Pinelli (ideiglenes jelöléssel 1996 XN26) a Naprendszer kisbolygóövében található aszteroida. M. Tombelli és U. Munari fedezte fel 1996. december 6-án.